# 中央民族大学附属小学
中央民族大学附属小学，位于北京市海淀区中关村南大街27号，是中央民族大学附属的小学，已停办。

## 简介
该小学成立于1956年9月5日，名为“中央民族学院附属小学”，是北京市的第一所多民族小学，成立时共有7个民族的54名学生。1956年11月24日，中央民族学院附属小学正式建立中国少年先锋队。1993年11月30日，中华人民共和国国家教育委员会批准中央民族学院更名为中央民族大学，1994年3月20日隆重举行了更名庆典仪式。中央民族学院附属小学遂更名为“中央民族大学附属小学”。2005年7月，中央民族大学办公会讨论决定，停办中央民族大学附属小学。